# استان اودینه

استان اودینه (به ایتالیایی: Provincia di Udine) از استان‌های کشور ایتالیا است. استان اودینه در شمال شرق این کشور قرار دارد. مرکز این استان شهر اودینه و زیرمجموعه ناحیه فریولی ونتزیا جولیا می‌باشد. مساحت این استان ۴٬۹۰۵ کیلومتر مربع و جمعیت آن ۵۴۱٬۵۸۷ نفر است.